# MÁV-Baureihe Bmot
Die Fahrzeuge der MÁV-Baureihe Bmot waren zweiachsige Triebwagen für den Nebenbahnverkehr der ungarischen Staatsbahn Magyar Államvasutak (MÁV). Sie gelten als die ersten mit Dieselmotor ausgerüsteten Fahrzeuge der MÁV.

## Geschichte
1928 lieferte Ganz & Co. die ersten dieselmechanischen Triebwagen an die Donau-Adria-Bahn. Die Fahrzeuge sollten am Balaton den Zubringerverkehr zwischen den Schnellzügen abwickeln und die vorher eingesetzten Schienenbusse, die nur in einer Richtung verkehren konnten, ersetzen. Die Ganz-Werke lieferten bis 1931 insgesamt fünf Fahrzeuge dieser Reihe. Sie konnten durch die Höchstgeschwindigkeit von 75 km/h Schnellzugleistungen erbringen. 
Hauptsächlich waren sie zwischen Budapest Südbahnhof und Balatonfüred eingesetzt. Die Fahrzeuge, zuerst als DSA 1–5 bezeichnet, erhielten später die Bezeichnungen Bmot 415–417 und Bmot 432–433. Sie unterschieden sich in der Motorisierung. Nach Beschwerden über die Ausstattung der Fahrzeuge wurde die ursprünglich in Holzlattenbauweise erstellte Bestuhlung gegen gepolsterte Sitze ausgetauscht. 
Nach dem Zweiten Weltkrieg waren 1947 nur noch vier Fahrzeuge in Ungarn, die Bmot 415–417 und Bmot 432. Sie gehörten zum Betriebswerk Budapest Keleti pu. Von ihnen soll nur einer betriebsfähig gewesen sein, der fünfte Triebwagen den ČSD verblieben. Die letzten Erwähnungen der Fahrzeuge stammen aus dem Jahr 1956.

## Technische Beschreibung
Die in blechverkleideter Stahlskelettbauweise in Leichtbau hergestellten Fahrzeuge hatten 43 Sitzplätze. Diese konnten je nach der Fahrtrichtung umgeklappt werden. An beiden Enden des Triebwagens befanden sich die mit als Einstiegsräume dienenden Führerstände einschließlich der Toiletten.
Zum ersten Mal wurde bei Triebwagen der MÁV mit dem Ganz Jendrassik VI JmR 130 ein Dieselmotor verwendet, von dem später alle weiteren Typen von Dieselmotoren abgeleitet wurden. Er arbeitete nach dem Vorkammerverfahren und leistete 70 PS bei 1.000 min−1. Die Kurbelwelle hatte Gleitlager, ebenso die Nockenwelle und die Pleuel. Die Menge des einzuspritzenden Kraftstoffes war durch den Kolbenhub der Dieseleinspritzpumpe reguliert. Die Schmierung des Motors wurde durch eine Ölumlaufschmierung realisiert. Gestartet wurde der Motor elektrisch.
Die Kraftübertragung wurde mit einem Viergang-Getriebe von Ganz realisiert, wie es bei den vorher gelieferten Triebwagen erprobt war. Der Motor hatte eine Wasserkühlung, mit der der Fahrgastraum beheizt wurde.